# Jarabe mixteco

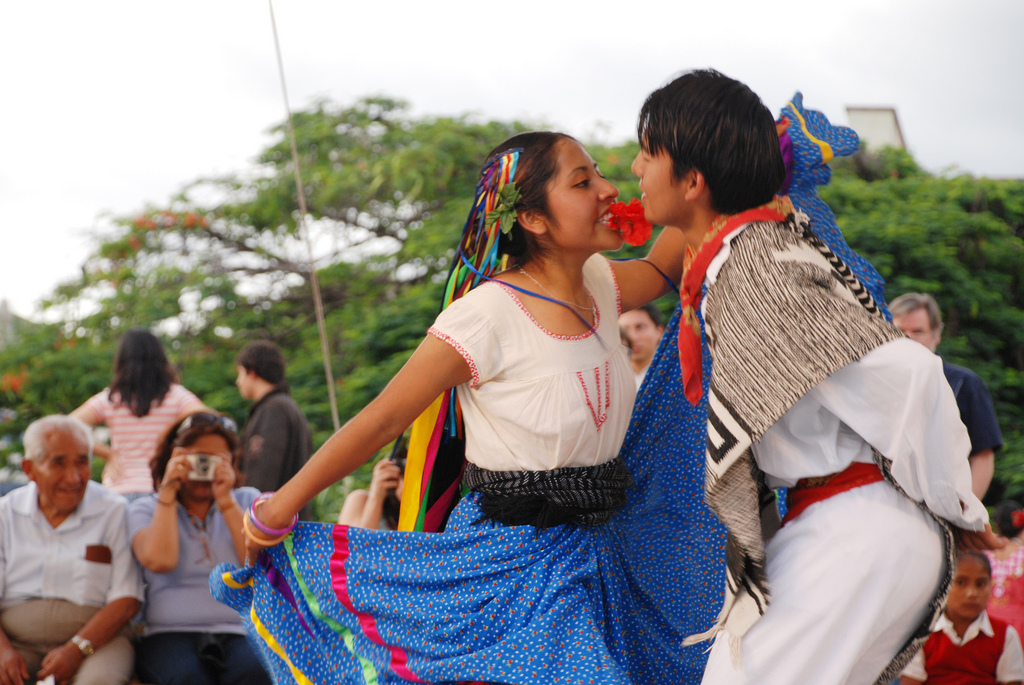
El Jarabe mixteco

El riego mixteco  es un baile folclórico constituido por siete sones recopilados de los tres estados que corresponden a la región mixteca; Oaxaca, Guerrero y Puebla. Su autoría se atribuye a Antonio Martínez Corro y Cipriano Villa Hernández, el primero como compositor musical y el segundo como creador del montaje dancístico.

## Historia y patrimonio cultural
Se terminó en 1922, misma fecha en que se empezó a bailar, pero no fue sino hasta 1929 cuando se bailó en el Palacio de Bellas Artes de la Ciudad de México, y en 1934 se ejecutó en lo que fuera el "Homenaje Racial" de Oaxaca, que posteriormente se convertiría en el festival de la Guelaguetza fue escenificada por Cipriano Villa y Adela Palma.
Se considera patrimonio cultural específicamente de la ciudad de Huajuapan de León, La Tierra del Sol o País de las Nubes, como se conoce a esta localidad en la región mixteca. En la Guelaguetza, el baile y la música son ejecutados por la delegación de Huajuapan de León. Primero se entona la Canción mixteca al inicio y al final del baile.

## Técnica

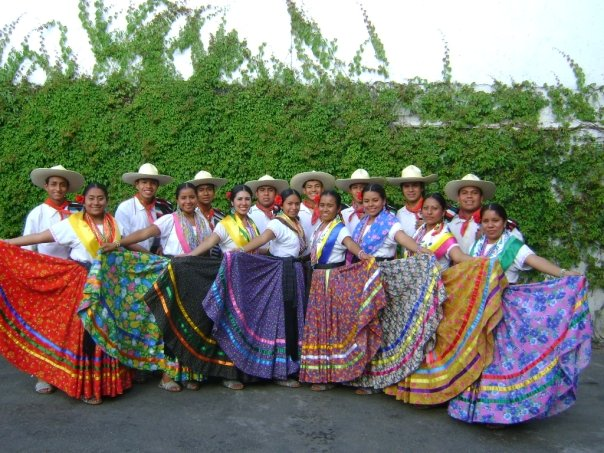
Delegación de Jarabe Mixteco 2009

De la inspiración de Francisco Cipriano Villa Hernández y Antonio Martínez Corro, se creó el jarabe mixteco, que recopiló pasos de las tres mixtecas: la poblana, la guerrerense y la oaxaqueña. Está estructurado por una serie de siete sones y 14 pasos.
1. El giro inicial: se comienza con una invitación llena de alegría y movimiento.
2. El Macho: se cruzan uno frente al otro, efectuándose pasos rectos y cruzados, incluyendo zapateados.
3. El Chande: la mujer se expresa con todos sus encantos e invita al hombre a que la admire realizando movimientos como los arrieros, donde después se representan a una zorra y a un conejo; el conejo realiza un taconeo rítmico al ser perseguido por la zorra, quien con su falda, lo acorrala.
4. El Palomo: se lleva a efecto el cortejo que realizan los palomos para conquistarse; el palomo persigue a la paloma pretendiendo quitarle el clavel, ella con movimientos atractivos hace difícil la conquista. El palomo logra su objetivo al quitarle el clavel con la boca.
5. El Oaxaco: se representan a un zopilote y a un coyote que se disputan una presa; ella, que es el zopilote, realiza movimientos llamativos de faldeo con lo cual simula su ataque y él se defiende y también ataca.
6. El Toro: la mujer manifiesta el dominio que tiene sobre el hombre; ella desprende de su cuello la mascada con la cual llama, juega y burla al toro que es representado por el hombre y éste a su vez intenta embestirla.
7. El Aguilucho: Son un torrente de notas, en donde la pareja se lanza en torbellinos de movimientos alrededor uno de otro , bailando en un pie mientras el otro se sacude nervioso, alternando la pierna con continua vertiginosidad, se ha llegado al clímax del bailable.
8. El giro final: Se da la vuelta final, que va acorde a tres notas agudas, que rasgan vibrantes, en el que ella cae en los brazos de amado varón. Encerrándose aquí toda la expresión de amor y ternura del baile, que se expresa en arte a través de la autenticidad de la ejecución tanto del bailable y de la música.

## La vestimenta de los Mixtecas

### La mujer mixteca
La vestimenta para la mujer mixteca incluye: blusa de manta la cual es bordada alrededor del cuello y mangas, también la falda “de holán al aire”, hecha pino
```
popelina
 con flores estampadas y adornada con tres listones de colores; que simbolizan a las tres mixtecas por el costado izquierdo, reluce un fajo de siete listones de colores llamativos. Debajo de ella lleva un refajo de manta. Se utiliza un 
rebozo
 negro como ceñidor, que simboliza el 
estado civil
 y la 
maternidad
. La 
mascada
, que la mujer porta en el cuello, la utiliza para limpiar el sudor que emana de su rostro por el esfuerzo realizado, por ser mujer laboriosa y utiliza un par de huaraches de 4 correas color blanco  o descalza.
```

### El hombre
El hombre viste pantalón de manta y camisa de manta, y en la cintura lleva un paliacate y otro en el cuello; en el hombro, porta un cordón de lana, utiliza sombrero de palma, en el estilo de cuatro pedradas, y utiliza un par de huaraches de 4 correas color blanco o descalzo.